# Jorge Salim Abraham Quijano
Jorge Salim Abraham Quijano (29 de marzo de 1985) es un político, académico y empresario mexicano, miembro del Partido Revolucionario Institucional. Desde el 1 de octubre de 2024 se desempeña como diputado local en la LXV Legislatura del H. Congreso del Estado de Campeche. También se ha desempeñado como Secretario de Desarrollo Social y Humano y Delegado Federal de SEDESOL en el Estado de Campeche.

## Biografía
Jorge Salim Abraham Quijano nacido en San Francisco de Campeche, Campeche, el 29 de marzo de 1985. Es hijo del señor Jorge Abraham Adam y la Profesora Zoila del Carmen Quijano Sansores. 

#### Estudios y Formación
Es Licenciado en Contaduría y Finanzas por la Universidad Anáhuac Mayab. Cuenta con diplomado en Medios de Defensa Fiscal por la Universidad Autónoma de Yucatán, Diplomado de Actualización en Contaduría y Auditoría Gubernamental por el Colegio de Contadores, Diplomado en Gobierno, Gestión y Políticas Públicas por el Centro de Investigación y Docencia Económica. Programa de Innovación y Liderazgo para América Latina por la Universidad de Georgetown. 

#### Trayectoria
Antes de su incursión en el ámbito legislativo, de 2016 a 2018 se desempeñó como Subdelegado de Administración en la Delegación de SEDESOL en el Estado de Campeche, posteriormente fue nombrado Delegado Federal en el Estado (2018). En enero de 2019 fue nombrado Subsecretario de Planeación y Evaluación de la Secretaría de Desarrollo Social y Humano (SEDESYH) del Gobierno del Estado de Campeche. En enero de 2021 fue nombrado Secretario de Desarrollo Social y Humano del Estado de Campeche por el Gobernador Carlos Miguel Aysa González.

#### Carrera Legislativa
En 2021, fue electo diputado local por representación proporcional en la LXV Legislatura del Congreso del Estado de Campeche. En esa legislatura desempeñó las siguientes comisiones: Presidente de la Comisión Enlace en Materia de Estudios Legislativos, Comisión Enlace en Materia de Fiscalización, Comisión de Finanzas y Hacienda Publica, Desarrollo Social y Regional.